# Chondrosida
Chondrosida é uma ordem de esponjas da classe Demospongiae.

## Família
- Chondrillidae Gray, 1872